# Пасоскуро
Пасоскуро је насеље у Италији у округу Рим, региону Лацио.
Према процени из 2011. у насељу је живело 4173 становника. Насеље се налази на надморској висини од 3 м.